# Lago Nakuru
El lago Nakuru es uno de los lagos alcalinos del Gran Valle del Rift, situado a una altitud de 1.754 m sobre el nivel del mar. Se encuentra al sur de Nakuru, en la Kenia central. Tiene una superficie de 5 a 45 km². Está protegido por el pequeño Parque Nacional del Lago Nakuru, que forma parte de los Parques nacionales de Kenia. Abundan las algas que atraen grandes cantidades de flamencos, que famosamente bordean la costa. También hay otras aves en la zona, al igual que los jabalíes, babuinos y otros mamíferos grandes. También se han introducido los rinocerontes blancos y negros.

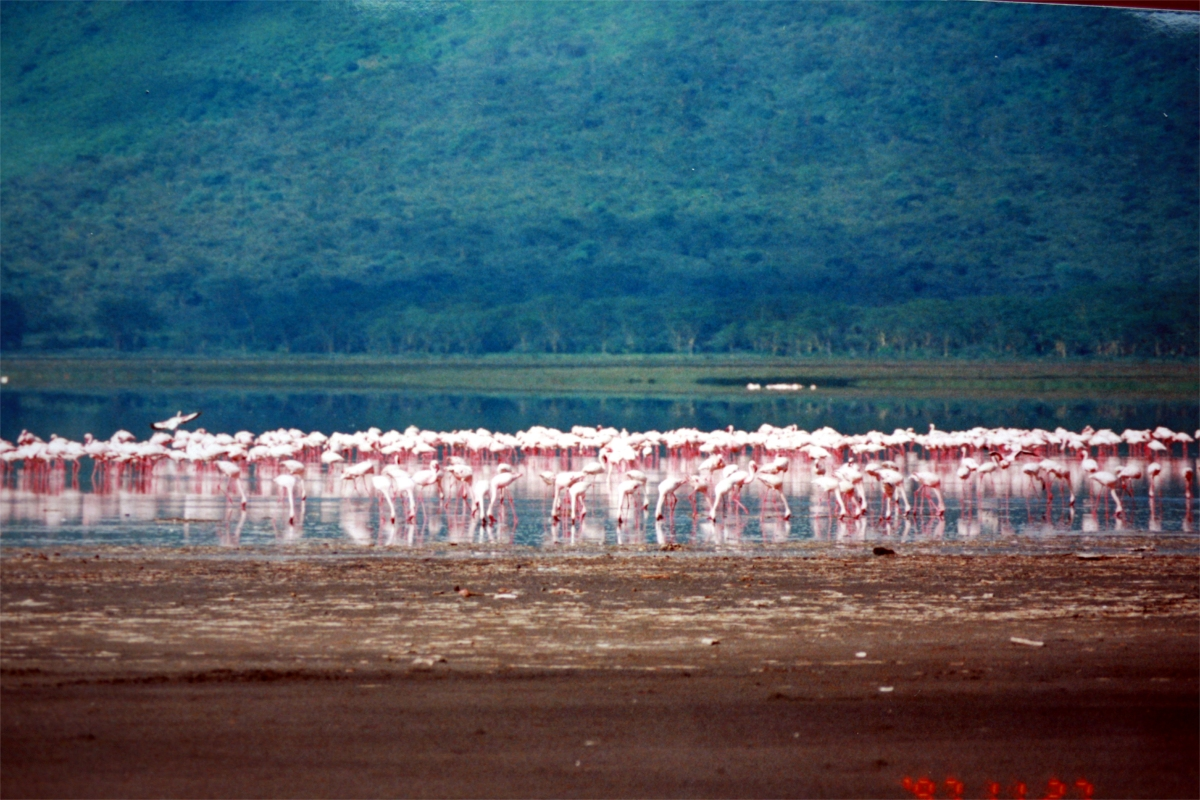
Flamencos alimentándose en el lago.

## Conservación
El nivel de las aguas del lago bajó mucho en la década de 1990 pero posteriormente se recuperó. Nakuru significa "lugar polvoriento" en la lengua Maasai. Su Parque Nacional se estableció en 1961. El lago ha sido protegido por la Convención de Ramsar sobre humedales.
En 2019, debido a la contaminación, algunas asociaciones dieron el lago por "muerto", y advirtieron de los efectos en el turismo de la zona.